# Mária Terézia portugál infánsnő (1855–1944)
Bragança Mária Terézia (ismert még mint Portugáliai Mária Terézia infánsnő, portugálul: Infanta Maria Teresa de Bragança, németül: Infantin Marie Therese von Braganza; Kleinheubach, Bajor Királyság, 1855. augusztus 24. – Bécs, Harmadik Birodalom, 1944. február 12.), a Bragança-házból származó portugál infánsnő, I. Mihály portugál király és Adelheid löwenstein–wertheim–rosenbergi hercegnő harmadik leánya, Habsburg–Lotaringiai Károly Lajos trónörökös harmadik feleségeként osztrák főhercegné. Két leánya született, Mária Annunciáta főapátnő és Erzsébet Amália liechtensteini hercegné.

## Élete

### Származása, testvérei
A Bragança-házból való Mária Terézia portugál infánsnő (királyi hercegnő) 1855-ben született a Bajor Királyság Alsó-Frankföld kerületében, a Majna-menti Kleinheubachban, a Löwenstein-Wertheim-Rosenberg hercegi birtok székhelyén.
Édesapja I. Mihály portugál király (1802–1866) volt, VI. János portugál király és Sarolta Johanna spanyol infánsnő fia. Mihály király uralmát az 1831–34-es polgárháború után saját bátyja, Dom Pedro döntötte meg. 1851-től haláláig németországi száműzetésben élt.
Édesanyja Adelheid Zsófia löwenstein–wertheim–rosenbergi hercegnő (1831–1909) volt, Konstantin zu Löwenstein-Wertheim-Rosenberg herceg és Marie Agnes von Hohenlohe-Langenburg hercegnő leánya.
Hét gyermekük sorában Mária Terézia hercegnő harmadikként született:
- Mária (Maria das Neves) infánsnő (1852–1941), aki 1871-ben Alfonz Károly spanyol herceghez, Juan de Borbón y Bragançának, Montizon grófjának és Habsburg–Estei Mária Beatrix osztrák főhercegnőnek fiához ment feleségül, az utolsó trónkövetelőhöz a spanyol Bourbonok karlista ágán.
- Mihály Mária Károly Egyed infáns (1853–1927), portugál trónkövetelő (a királypártiak számára II. Mihály portugál király), a Bragança-ház feje, aki 1877-ben Erzsébet Thurn und Taxis hercegnőt, majd 1893-ban Mária Terézia löwenstein-wertheim-rosenbergi hercegnőt vette feleségül.
- Mária Terézia Immakuláta infánsnő (1855–1944), osztrák főhercegné.
- Mária Jozefa (José) infánsnő (1857–1943), aki 1874-ben a szemorvos Károly Tivadar bajor herceghez (Karl Theodor in Bayern) ment feleségül.
- Adelgunda infánsnő (1858–1946), Guimarães hercegnője, aki 1876-ban a Bourbon-házból való Henrik parmai herceghez, Bardi grófjához, III. Károly pármai uralkodó herceg egyik fiához ment feleségül.
- Mária Anna (do Carmo) infánsnő (1861–1942), aki 1893-ban IV. Vilmos luxemburgi nagyherceghez ment feleségül.
- Mária Antónia infánsnő (1862–1959), aki 1884-ben I. Róberthez, Parma címzetes hercegéhez ment feleségül. Az utolsó magyar király feleségének, Zita Bourbon–parmai hercegnőnek az édesanyja.

### Házassága, gyermekei

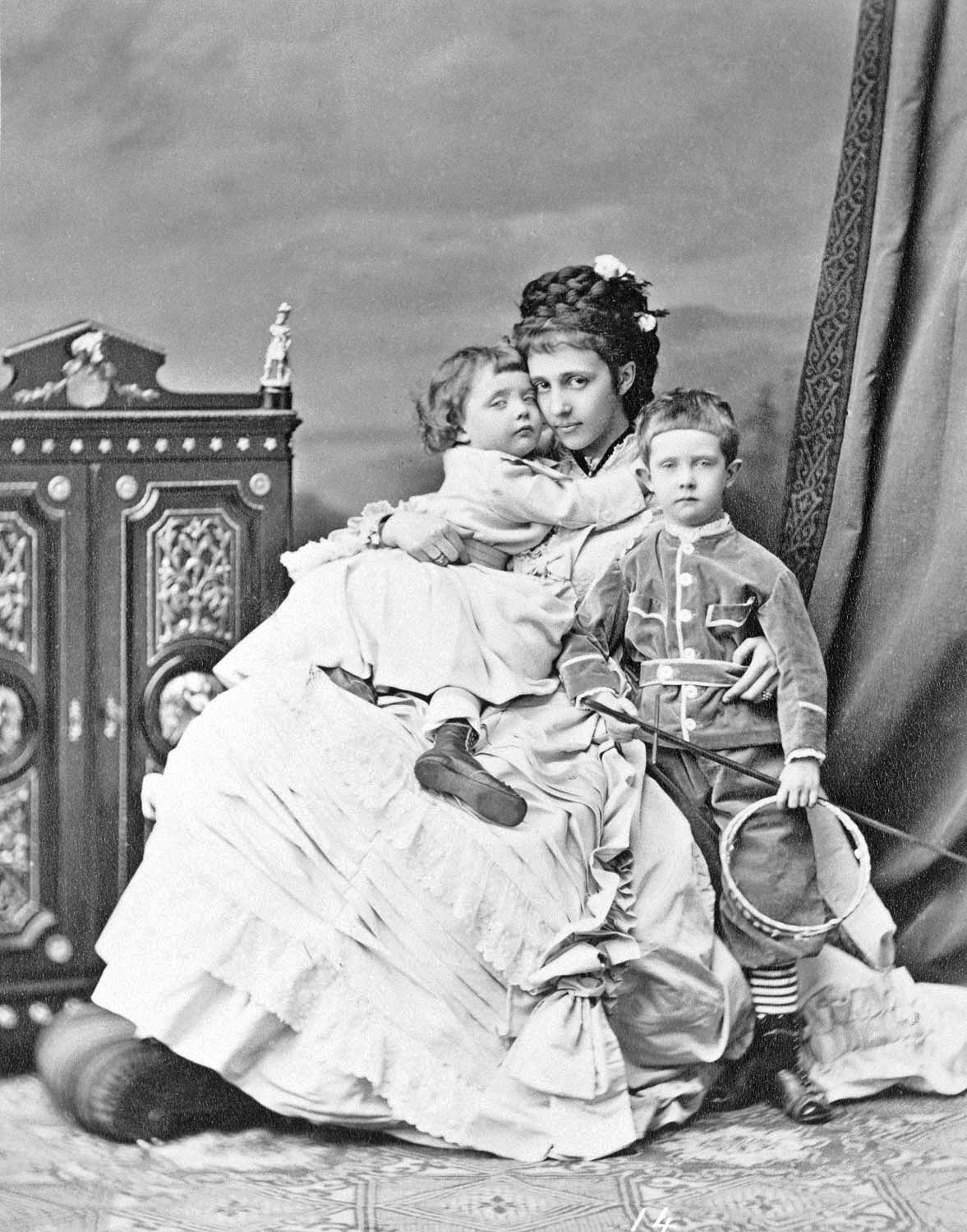
Mária Terézia hercegnő két mostohagyermekével, Ferdinánd Károllyal és Margit Zsófiával (1873/74)

Az alig 18 éves Mária Terézia 1873. július 23-án feleségül ment a 40 éves, kétszer megözvegyült Habsburg–Lotaringiai Károly Lajos főherceghez (1833–1896), I. Ferenc József osztrák császár és magyar király öccséhez. Károly Lajos második felesége, Mária Annunciáta nápoly–szicíliai királyi hercegnő 1871-ben hunyt el, négy kisgyermekük (Ferenc Ferdinánd, Ottó Ferenc, Ferdinánd Károly főhercegek és Margit Zsófia főhercegnő) anyai gondoskodás nélkül maradt. Az apa – aki egyébként indulatos és féltékeny természetű ember volt – új asszonyt keresett. Az esküvőt Kleinheubachban, a menyasszony szülővárosában tartották.
Károly Lajos és Mária Terézia házasságából két leány született:
- Mária Annunciáta főhercegnő (1876–1961), aki a Prágában a hradzsini Szent Teréz kolostor apátnője lett.
- Erzsébet Amália főhercegnő (1878–1960), aki Aloys (Alajos) von und zu Liechtenstein herceghez ment feleségül, az ő fiuk lett II. Ferenc József Liechtenstein uralkodó hercege.

### A Monarchia trónörökösnéje
Az 1889-es mayerlingi tragédia, Rudolf trónörökös halála után Károly Lajos főherceg, az uralkodó legidősebb öccse lett a Birodalom trónörököse. A trónörökös feleségeként Mária Terézia főhercegnő gyakran szerepelt a hivatalos udvari alkalmakkor a Birodalom Első Hölgyeként, a fiát gyászoló, sokat utazó, gyakran távol lévő Erzsébet császárné és királyné helyett.
Mária Terézia főhercegné jó szívvel közeledett férje második házasságából való idősebb gyermekei felé. Még az egyébként igen zárkózott Ferenc Ferdinánd főherceggel is (aki apjának, Károly Lajosnak 1896-os elhunyta után a Monarchia trónörököse lett) bensőséges kapcsolatot tudott kialakítani. Mária Terézia egyetértőleg támogatta Ferenc Ferdinánd házassági tervét Chotek Zsófia grófnővel, még sógoránál, I. Ferenc József császárnál is közbenjárt a családi megbékélés érdekében (eredménytelenül).

### Özvegységben

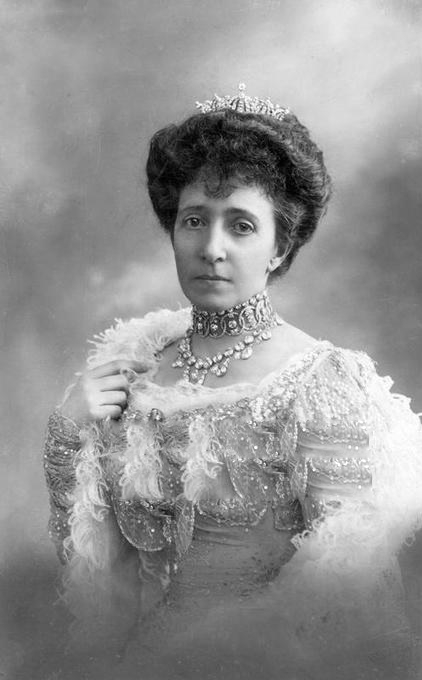
Bragança Mária Terézia főhercegné (1905 körül)

Mária Terézia főhercegnő Károly Lajos halála (1896) után is megmaradt a Birodalom Első Hölgyének, mert a trónörökös, Ferenc Ferdinánd rangon aluli felesége nem szerepelhetett az udvari fogadásokon. Ferenc Ferdinánd és felesége mégis szeretetteljes viszonyban maradtak az özvegy Mária Terézia főhercegnével, egészen az életüket kioltó szarajevói merényletig (1914. június 28.).
Majd fél évszázaddal élte túl férjét. Az első világháborúban ápolónővérként dolgozott, sebesülteket ápolt, nélkülözőkről gondoskodott. A Monarchia összeomlása után az utolsó uralkodópárral, Károly császárral és Zita császárné–királynéval együtt ment száműzetésbe Madeirára.
Ausztria német megszállása után azonban visszatért Bécsbe, itt töltötte élete utolsó éveit. Itt hunyt el rövid idővel a második világháború vége előtt, 1944. február 12-én 88 éves korában. A Habsburg-család hagyományos temetkezőhelyén, a bécsi kapucinusok templomának kriptájában helyezték örök nyugalomra.